# Fenticonazole
Le fenticonazole est un antifongique.

## Mode d'action
Le fenticonazole inhibe la synthèse de l'ergostérol, molécule constitutive de la membrane fongique.

## Spécialités contenant du fenticonazole
- LOMEXIN